# سینیت
سینیت کوارتز دانه درشت است معمولاً بیشتر ترکیباتشان از گرانیت است اما می‌توان در آن‌ها کوارتز را دید؛ و گهگاه دانه‌های آن‌ها غایب و گهگاه حاضر هستند؛ ولی کمتر از ۵٪ هستند.
جزء سازنده فلدسپارهای سینیت به‌طور برجسته آلکالاین است. مقدار پلاژیوکلاز فلدسپارها کم است در حدود کمتر از ۱۰٪ فرو منیزین آن‌ها معمولاً هورنبلند، آمفیبول و به صورت کم دارای پیروکسن و بیوتیت نیز هستند. بیوتیت آن‌ها البته کمتر است.
سینیت‌هایی که معمولاً پرالکالین هستند دارای نسبت‌های بالایی از شاخصه‌های آلکالی و وابسته به آلومینیوم یا پرآلومینیوم هستند.
سینیت‌های فعّال از گرانیت‌های آلکالی فعال تشکیل و معمولاً در مناطق ساحلی شکل می‌گیرند؛ و دارای ضخامت هستند.
در تشکیل سینیت نیاز به ذوب شدن یک گرانیت یاسنگ آذرین مشاهده می‌شود. پتاسیم‌ها یک شاخصه ناسازگاری هستند که از داخل شدن آب اولیه یا ذوب اولیه جلوگیری می‌کنند.
در حالی که درجات بالایی از آب شدن بخشی باعث آزاد شدن کلسیم و سدیم می‌شود و پلاژیوکلازها را تولید می‌کند و از این جهت یک گرانیت، آداملیت، تونالیت را تشکیل می‌دهد.
در درجات پایین‌تر این آب شدنِ بخشی، در زیر اشباع سیلیکاتی نفلینی یا لینیتی تشکیل می‌شود؛ و در جاهایی نیز ارتوکلازها به وسیلهٔ یک فلدسپاتویید مانند نفلین یا آنالیسم یا لویسیت جایگزین می‌شوند.
سینیت یک سنگ رایج نیست. بیشترین و مهم‌ترین رخدادهای آن‌ها را می‌توان در انگلستان، آرکانزاس، مونتانا، نیویورک، آلمان، نروژ و رومانی پیدا کرد.

## ریشه جویی
اصطلاح سینیت بود اصیلاً مورد استفاده برای گرانیت‌های هورنبلند مانند سینیت‌های مصر از همان جایی که نام آن‌ها مشتق شده‌است.

## راپ سینیت‌ها
راپ سینیت اصطلاحی است که استفاده می‌شود در پترولوژی برای توصیف تغییرات SiO2 به طرف تهی بودن SiO2 می‌رود. پروسه‌ای که در آن نتیجه کم شدن یا تهی شدن سنگ از SiO2 است؛ و به خواص ماکروسکوپی تهی شدن SiO2 سروکار دارد.
فعالیت‌های فیزیکی پروسه که آن را هدایت می‌کنند به تهی شدن از SiO2 ممکن است باعث تنوع درگرفتن چند شکلی آن از محیط شود.
تخلیه فشار از ترکیبات شیمیایی در یک مایع ایستا بستگی دارد به اختلاف یا تفاوت در پتانسیل شیمیایی یا فشار و نیز همچنین به فرورفت از یک SiO2 و زیر اشباع شدن مایع که ممکن است مایع را هدایت کند به انحلال کوارتز.